# Manuel Posadas
Manuel L. Posadas fue un destacado músico argentino de fines del siglo XIX y comienzos del XX.

## Biografía
Nació en la ciudad de Buenos Aires en 1860, hijo del músico, periodista y militar Manuel G. Posadas y de Emilia Smith. Era hermano de Carlos Posadas, quien también se destacó en la música porteña, especialmente en el ámbito del tango.
Desde joven mostró vocación por la música, realizando estudios en la Escuela de Música de la Provincia en 1875, siendo discípulo del maestro Pedro Ripari.
En mayo de 1879 viajó a Bruselas (Bélgica) para perfeccionar sus estudios en el Real Conservatorio de esa ciudad, donde fue alumno de algunos de los grandes maestros europeos de la época, entre ellos el violinista y compositor belga Eugène Ysaÿe.
Actuó como violinista en el Teatro Real de las Galerías y en 1882 regresó a Buenos Aires ofreciendo a su llegada un concierto en el teatro Coliseum, el 9 de septiembre de ese año.
Volvió durante un tiempo a Bruselas, pero de regreso se radicó definitivamente en su ciudad natal, dedicándose a la enseñanza de la música. Llegó a ser primer violín del Teatro Colón y fue profesor del Instituto Nacional de Ciegos. Entre sus alumnos se cuenta a Juan José Castro (1895-1968), destacado compositor y director de orquesta.
Dirigió también algunas de las orquestas que animaban los bailes de carnaval de la ciudad: el diario La Tribuna en su edición del 11 de febrero de 1903 informaba que "El Politeama Argentino presentará en los próximos bailes una innovación que será recibida seguramente con satisfacción por el elemento bailarín. La empresa se ha ocupado especialmente de organizar una orquesta de 40 profesores en su totalidad argentinos, bajo la dirección del maestro Manuel Posadas".
Falleció en Buenos Aires en 1916.